# پایونیر اسکوتیش
پایونیر اسکوتیش (به انگلیسی: Scottish_Aviation_Pioneer) یک هواگرد ملخ‌پیشین تک‌موتوره از نوع هواگرد چندمنظوره ساخت شرکت Scottish Aviation است. هواگرد پایونیر اسکوتیش نخستین پروازش را در ۵ نوامبر ۱۹۴۷ میلادی انجام داد. این هواگرد در سال ۱۹۵۰ میلادی رسماً معرفی گردید. در مجموع، تعداد ۵۹ فروند از این هواگرد ساخته شده‌است.